# Leonardo Delvalle
Leonardo Delvalle (n. Coronel Oviedo, Paraguay, 5 de julio de 1987) es un futbolista paraguayo. Juega de mediocampista y actualmente juega  en el  3 de Noviembre de la Tercera División de Paraguay.

## Clubes
| Club                  | País     | Año         |
| --------------------- | -------- | ----------- |
| 3 de Febrero          | Paraguay | 2009        |
| Sportivo Luqueño      | Paraguay | 2009 - 2010 |
| O'Higgins             | Chile    | 2010 - 2011 |
| Club Cerro Porteño PF | Paraguay | 2011 - 2013 |
| Sportivo Luqueño      | Paraguay | 2014        |
| Deportivo Azogues     | Ecuador  | 2015        |
| Sportivo Luqueño      | Paraguay | 2016        |
| Ovetense              | Paraguay | 2016        |
| 3 de Noviembre        | Paraguay | 2021        |